# Titus G. Pandi

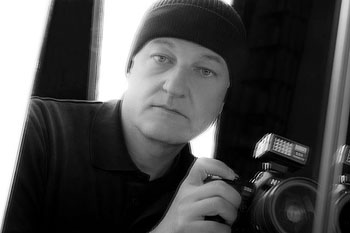
Titus G. Pandi

Titus G. Pandi,  Ungarisch: Pándi Titusz (* 7. Dezember 1960 in Budapest) ist ein ungarischer Fotograf. Sein Schwerpunkt liegt bei Werbe- und Modefotografie, Porträt- und Aktfotos.

## Leben
Nach der Matura im Gymnasium hat er die Budapester Fachschule für Fotografie mit Diplom abgeschlossen. In den Jahren von 1982 bis 1986 arbeitete er als Fotograf beim ungarischen Filmstudio „Mafilm“. Verantwortlich war er unter anderem dafür, von Schauspielern, Regisseuren und Kameraleuten Porträts zu machen. Von 1986 bis 1987 hat er in der Meisterklasse der Höheren Graphischen Bundes-Lehr- und Versuchsanstalt in Wien studiert und die Meisterprüfung abgelegt. Von 1987 bis 1994 war er als freischaffender Werbefotograf in Wien tätig. In diesen Jahren hat er ungarische und österreichische Künstler, Diplomaten und Aristokraten fotografiert. 1994 eröffnete er in Budapest ein Werbefotostudio und ist seitdem hauptsächlich dort tätig. Er lebt in Budapest.

## Ausstellungen
Er hat an etwa 50 internationalen Fotoausstellungen und Wettbewerben im europäischen Raum teilgenommen. Überdies hat er auch mehrere eigene und Gruppenausstellungen veranstaltet. Fotos sind in Zeitschriften, Katalogen und Buchpublikationen zu finden.
- 1983

„Junge Fotografen zeigen Europa“ (Deutschland), 1. Preis
„Wir machen uns ein Bild von uns“ (Deutschland – Agfa), Goldmedaille
- 1984

„Sion Salon“ (Schweiz), Goldmedaille
„Small formats international biennale of art photography“ (Polen), Goldmedaille
- 1989

„Kodak European Photographic Award“ (Österreich), 2. Preis
Collegium Hungaricum Wien, eigene Ausstellung
- 1992

Künstlerhaus Budapest, eigene Ausstellung
- 2001

Nikon Photo Contest International Tokio, Gewinner
- 2003

American International School of Budapest, eigene Ausstellung
- 2007

Gallery Lefakis Athen, eigene Ausstellung

## Künstlerische Tätigkeit
Mit unterschiedlicher Intensität beschäftigt er sich seit den Anfängen mit der künstlerischen Aktfotografie, Mode und der abstrakten, reportageartigen Stadtbilder.